# Ковалёв, Фёдор Иванович
Фёдор Иванович Ковалёв (20 апреля 1904 — 21 апреля 1985) — советский военачальник, полковник, участник советско-финской и Великой Отечественной войн.

## Биография
Родился 20 апреля 1904 года в станице Старочеркасской (ныне — Аксайский район Ростовской области). В апреле 1921 года был призван на службу в Красную Армию. В 1924 году окончил пехотные командные курсы в городе Витебске, в 1928 году — Томскую артиллерийскую школу, в 1932 году — бронекурсы Главного управления пограничных и внутренних войск НКВД СССР в Иркутске, в 1936 году — курсы усовершенствования командного состава зенитной артиллерии. Участвовал в ликвидации антисоветских формирований на Ставрополье. Служил на различных командных и штабных должностях в различных войсковых частях. С апреля 1939 года служил в Москве, старшим помощником начальника отделения службы ПВО Главного управления войск НКВД СССР по охране железнодорожных сооружений.
Участвовал в советско-финской войне, во время которой занимался организацией противовоздушной обороны железнодорожной инфраструктуры между Ленинградом и Мурманском, а также Волховской и Нижне-Свирской гидроэлектростанций в Ленинградской области. В апреле 1941 года назначен командиром 288-го зенитно-артиллерийского полка, дислоцировавшегося в городе Великие Луки. В этой должности встретил начало Великой Отечественной войны.
В начальный период Великой Отечественной войны зенитчики Ковалёва обеспечивали защиту от воздушных налётов немецкой авиации в городах Великие Луки, Новосокольники, Невель. В июле 1941 года он был назначен командиром формирующегося 864-го зенитно-артиллерийского полка ПВО, который с 20 июля 1941 года заступил на охрану центральной части Москвы. Во время битвы за Москву и после неё вверенная ему часть участвовало в отражении немецких авиационных налётов на столицу. В июне 1943 года полк был преобразован в 56-ю зенитно-артиллерийскую дивизию ПВО, которая несла охрану неба Москвы вплоть до конца войны.
После окончания войны продолжал службу в Советской Армии. В 1951 году окончил Высшие академические курсы при Военной артиллерийской академии имени Ф. Э. Дзержинского. С июля 1954 года командовал Чкаловской дивизией ПВО. 
В августе 1956 года в звании полковника был уволен в запас.
Дальнейшая судьба не установлена.

## Награды
- Орден Ленина (5 ноября 1954 года);
- 3 ордена Красного Знамени (31 мая 1945 года, 20 июня 1949 года, ?);
- Орден Александра Невского (28 февраля 1944 года);
- Орден Отечественной войны 2-й степени (?);
- Орден Красной Звезды (3 ноября 1944 года);
- Медаль «За оборону Москвы» и другие медали.